# Кмин звичайний
Кмин звича́йний (Carum carvi L.) — дворічна трав'яниста рослина роду кмин родини окружкові (Apiaceae). 
Місцеві назви — дикий аніс, польовий аніс, ганус.

## Будова
Дворічна трав'яниста рослина. У перший рік життя утворює лише розетку прикореневих листків, а на другий — розвиває порожнисте, всередині борознисте стебло, яке пускає гілки майже з основи. Стебло одне, заввишки 60-80 см., прямостояче, голе, борозенчасте, розгалужене. Листки чергові, перисторозсічені, верхні — сидячі. Квітки дрібні, білі або блідо-рожеві, правильні, зібрані в складні зонтики. Цвіте в червні — липні. Плоди — двосім'янки, сплюснуті з боків, при достиганні розпадаються на вузькі серпоподібні сім'янки.

## Поширення
Поширений у Лісовій та Лісостеповій зонах України, зрідка в Донецькому лісостепу та гірській частині Криму. Росте в розріджених лісах, на узліссях, лісових зрубах, луках, горбах, по краях доріг.

## Розмноження
Розмножують насінням, яке висівають рано навесні з розрахунку 100 г на 100 м², глибина сівби 2—3 см. Сходи з'являються через 2—3 тижні. Для прискорення проростання насіння намочують і витримують 2—3 дні при температурі 18—20°С, після чого висушують та висівають. Деякі рослини цвітуть у перший рік життя, більшість — на другий і наступні роки.

## Практичне використання

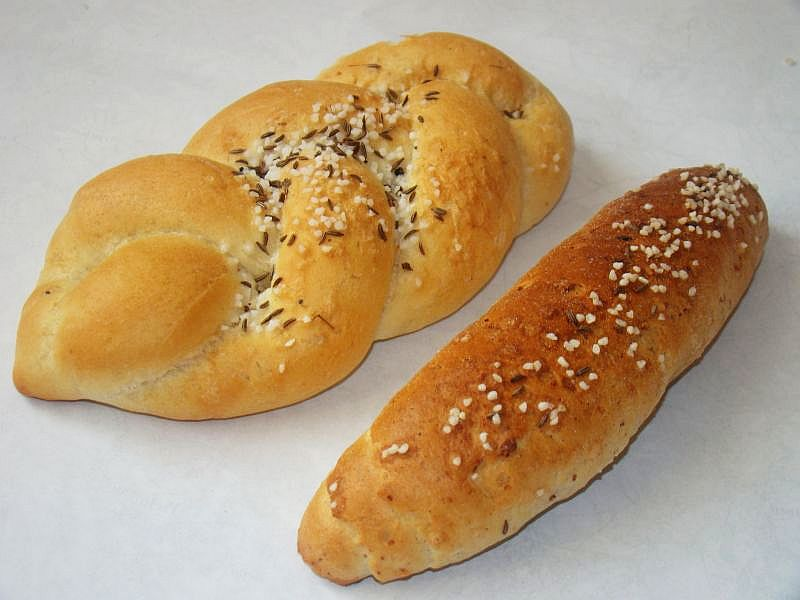
Булки з кмином

Насіння кмину звичайного давно відоме людині як лікувальний засіб і прянощі. 

### У харчуванні
Запах кмину ароматний, смак пряний, пекучий.
Плоди кмину звичайного багаті на ефірну олію (3-7%) широко використовують у харчовій промисловості, у хлібопеченні, ароматизації лікерів типу «Кюммель». З листків та молодих верхівок можна готувати салати, використовувати як приправу до тушкованої яловичини, овочевих пюре. Неодмінний компонент української кухні.

### Медичне застосування
У медицині використовують плоди (Fructus carvi). Кмин має схожі властивості, як у фенхелю та анісу.
Відвар плодів використовують при атонії і болях у кишечнику, метеоризмі, для підсилення функції підшлункової залози, підвищення тонусу й перистальтики кишечника, зниження в ньому процесів бродіння і гниття. Ефірну олію використовують для ароматизації лікарських препаратів.

#### Фармакологічні властивості
Плоди кмину містять 3—7 % ефірної олії (основні її компоненти — карвон і лимонен), 14—22 % жирної олії з високим вмістом петроселінової кислоти та дубильні речовини. З трави і насіння виділено флавоноїди кверцетин, кемпферол та ізорамнетин, а також ацетилові сполуки — поліїни.

### У парфумерії
Використовується в парфумерній промисловості.

## Заготівля
Заготовляють насіння кмину в суху погоду, бо зволожені плоди втрачають товарну якість.

## Галерея

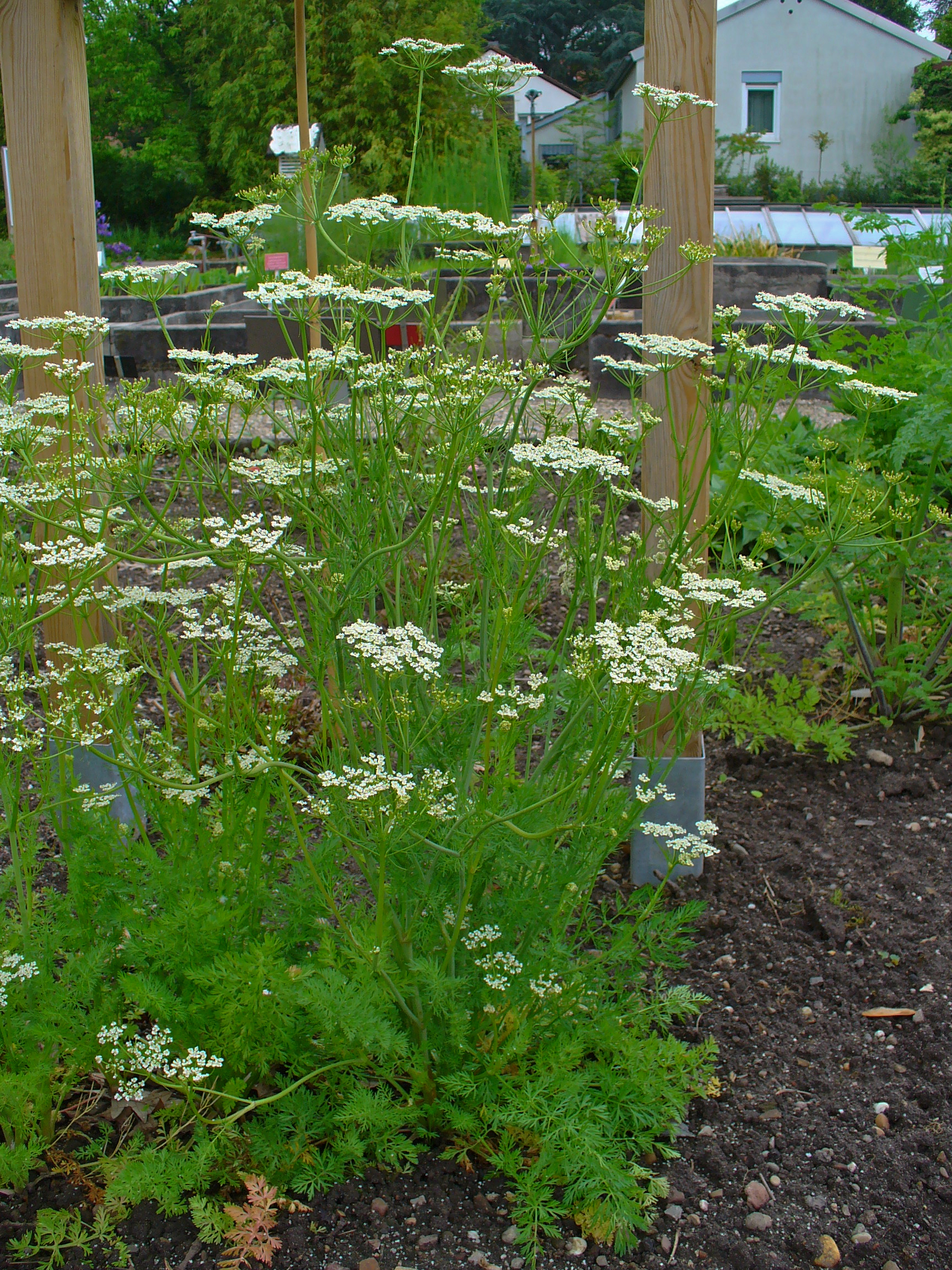
Загальний вид рослини
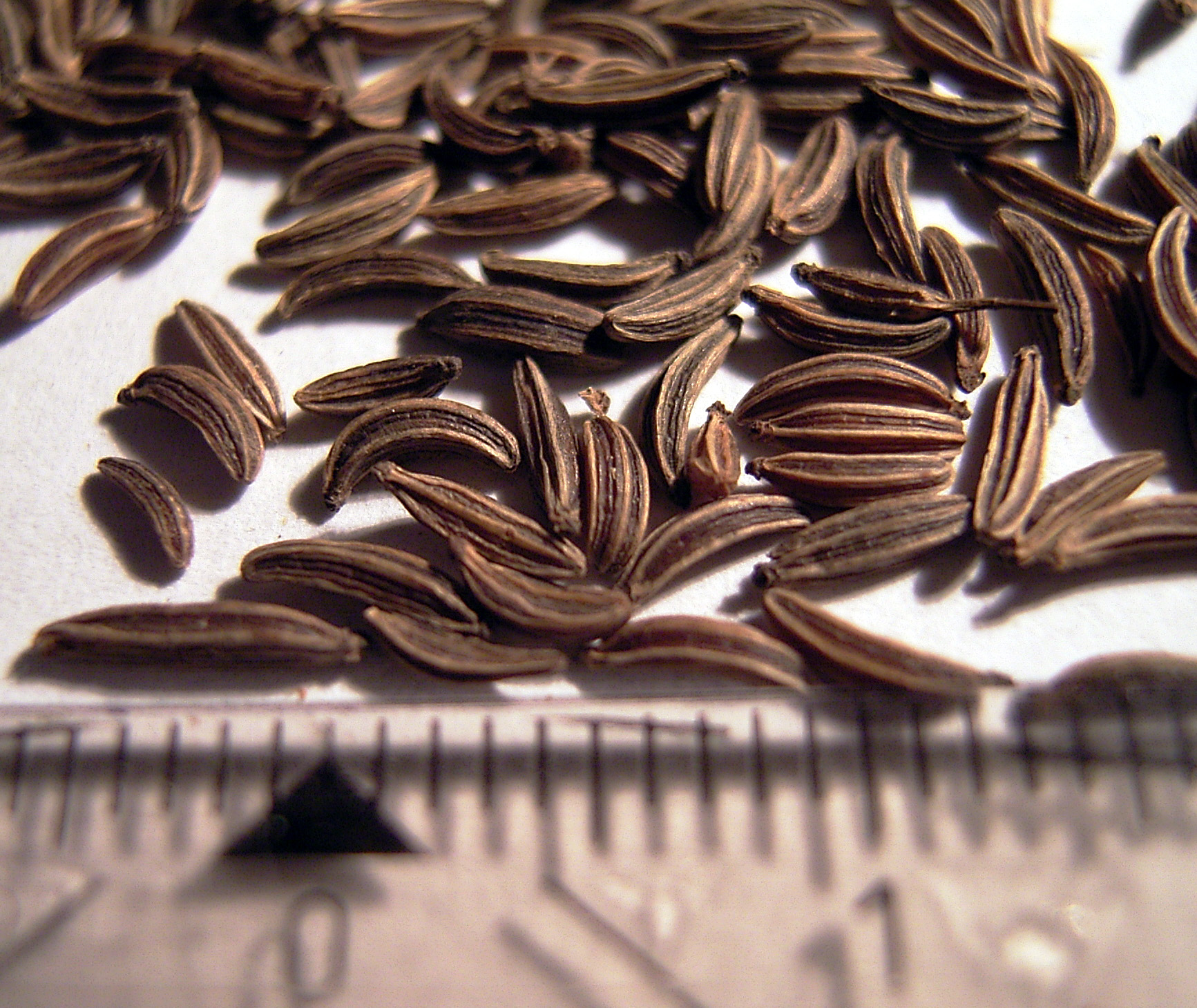
Насіння кмину
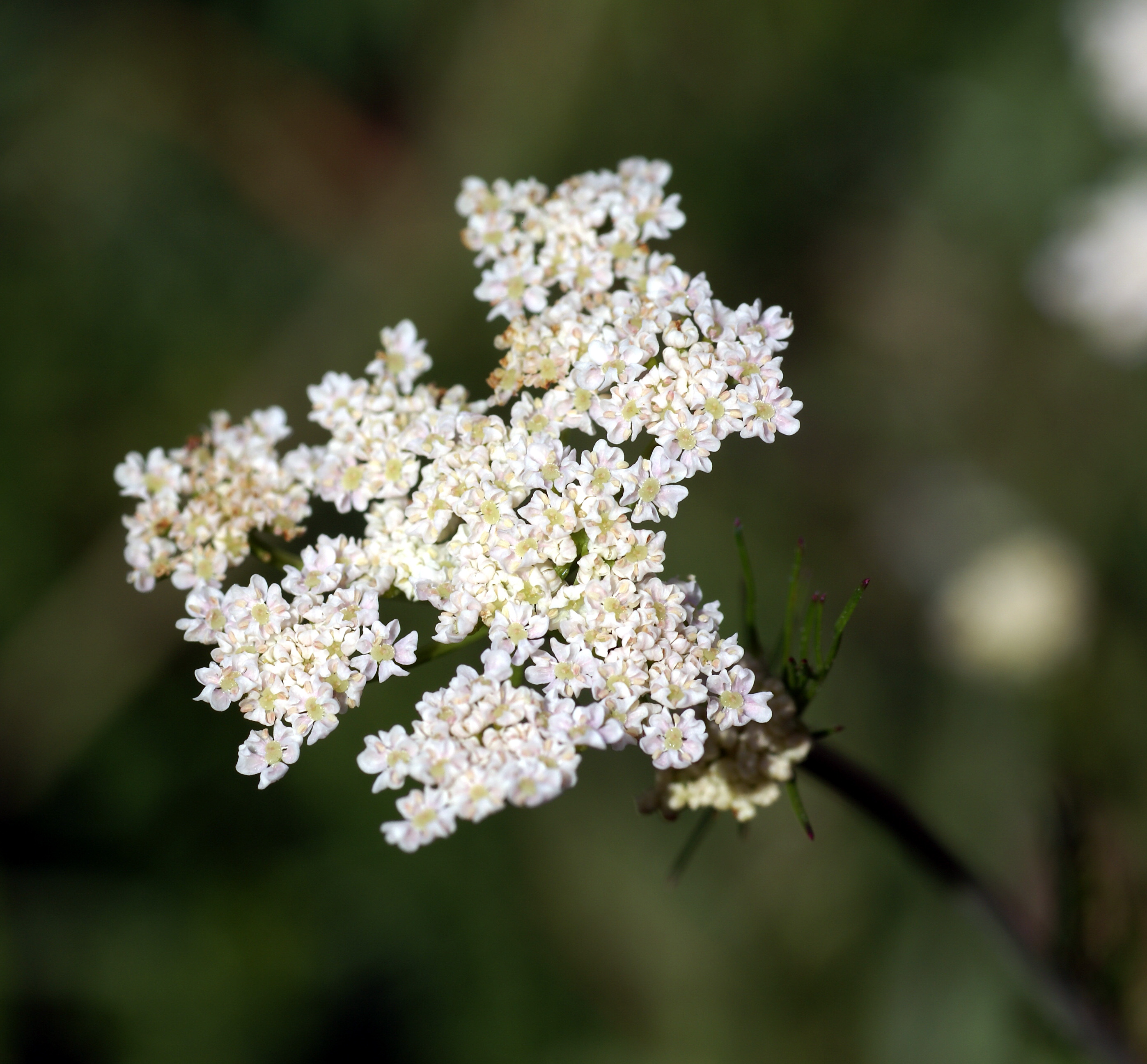
Квіти
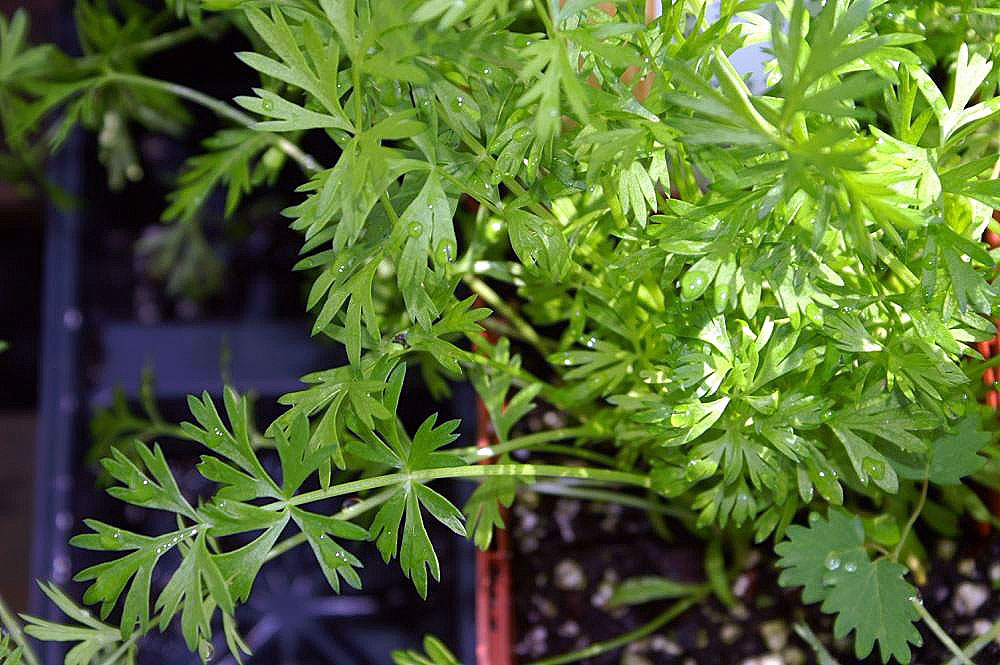
Листя